# Laia Estrada i Cañón
Laia Estrada i Cañón   (Tarragona, 19 de setembre de 1982) és una professora i política catalana. És llicenciada en Ciències ambientals per la Universitat de Girona i va cursar un màster en Estudis Territorials i de la Població a la Universitat Autònoma de Barcelona.
Ha participat en moviments feministes, en defensa de la salut pública i pel dret a l'habitatge. Va ser la cap de llista per Barcelona de la Candidatura d'Unitat Popular (CUP) a les eleccions al Parlament de Catalunya de 2024.

## Trajectòria
Nascuda en el si d'una família d'origen extremeny favorable a les lluites socials, és filla del sindicalista José Estrada Cruz i d'una professional del sector sanitari. Va créixer al barri de Sant Pere i Sant Pau de Tarragona, va estudiar a l'escola i a l'institut públic, i més endavant es va llicenciar en Ciències Ambientals per la Universitat de Girona. Va començar a treballar com a docent en una Unitat d’Educació Compartida, amb alumnes en risc d'exclusió social, entre 2007 i 2015, moment en què va deixar la feina quan esdevingué regidora a l'Ajuntament de Tarragona.
És sòcia del Casal Popular Sageta de Foc, de Ràdio Terra i de la Coordinadora d’Associacions per la Llengua Catalana. És militant de l'Esquerra Independentista des del 2008, primer formant part d'Endavant, on va participar en diverses comissions nacionals, i més tard, el 2012, de la Candidatura d'Unitat Popular (CUP). Ha col·laborat amb la Universitat Comunista dels Països Catalans (UCPC) impartint algunes classes.
Fou regidora a l'Ajuntament de Tarragona per la CUP des del 2015 i fins al març de 2021, des d'on destapà el cas de corrupció INIPRO sobre presumptes irregularitats en la contractació de serveis públics amb fins partidistes i en què hi ha imputat l'exalcalde Fèlix Ballesteros i altres alts càrrecs municipals.
Encapçalà, amb Edgar Fernández, la llista de la CUP a la circumscripció de Tarragona a les eleccions al Parlament de Catalunya de 2021, resultant electa.
Estrada ha col·laborat en diversos llibres col·lectius, com En defensa d'Afrodita (Tigre de Paper, 2013), Les dones als orígens de Torreforta (Cercle d'Estudis Històrics i Socials Guillem Oliver, 2014), Perspectives (Espai Fàbrica, 2015), Llums i Taquígrafs. Atles de la corrupció, el frau i la impunitat als Països Catalans (Pol·len, 2016), i Terra de ningú. Perspectives feministes sobre la independència (Pol·len, 2017).
El 13 de maig de 2021, el jutjat d'instrucció número 6 de Tarragona dictà una ordre de crida i cerca contra ella després que no comparegués a les citacions de desembre del 2020 i de gener del 2021. Estrada fou acusada de desordres públics en la manifestació a Tarragona del 21 de desembre del 2018, en protesta contra el Consell de Ministres del Govern espanyol, presidit per Pedro Sánchez, que fou traslladat en aquella única ocasió de Madrid a Barcelona. A l'endemà, la magistrada del jutjat d'instrucció deixà sense efectes l'ordre davant la incompatibilitat que, a parer seu, li suposava citar a declarar una persona aforada en tant que des del febrer era diputada del Parlament de Catalunya. No obstant això, davant la prèvia interpel·lació feta per la magistrada al Tribunal Superior de Justícia de Catalunya (TSJC), aquest darrer respongué que estava plenament autoritzada per a finalitzar la instrucció. Finalment, el 9 de juliol de 2021 el TSJC arxivà la causa argumentant que la jutgessa instructora de Tarragona només aportava com a indicis l'atestat dels Mossos d'Esquadra, en el qual es recull que Estrada «va moure una tanca» perquè la protesta pogués passar per davant del Palau de Justícia de Tarragona.
El 2024, Estrada va encapçalar la llista de la CUP a la circumscripció de Barcelona a les eleccions al Parlament de Catalunya del 12 de maig després de guanyar Laure Vega en el procés de primàries. Així doncs, va aconseguir de nou l'escó, tot i la gran davallada de suport a la formació, i va esdevenir la presidenta del grup parlamentari. El 23 de juliol del 2025, va anunciar que dimitia com a diputada per discrepàncies polítiques en el si de la CUP, cosa que va marcar una nova crisi dins la formació.

## Vida personal
La seva parella és Xavier Milian, amb qui té un fill.

## Obra publicada
- Des de totes les trinxeres, a primera línia de foc. Tarragona: Lo Diable Gros, 2019. 978-84-949556-4-8.
- Sortim de l'UCI: proposta per una sanitat pública (coescrit amb Xavier Milian). Manresa: Tigre de Paper, 2020. ISBN 978-84-16855-80-3.